# Molinucu
Manuel Rodríguez Torre (Sama, Asturias, España, 7 de diciembre de 1925-Gijón, Asturias, España, 28 de enero de 2019), conocido como Molinucu, fue un futbolista español que jugaba de centrocampista.

## Clubes
| Club              | País   | Año       |
| ----------------- | ------ | --------- |
| Real Gijón        | España | 1944-1957 |
| C. P. La Felguera | España | 1957-1958 |